# Literary and Historical Society of Quebec

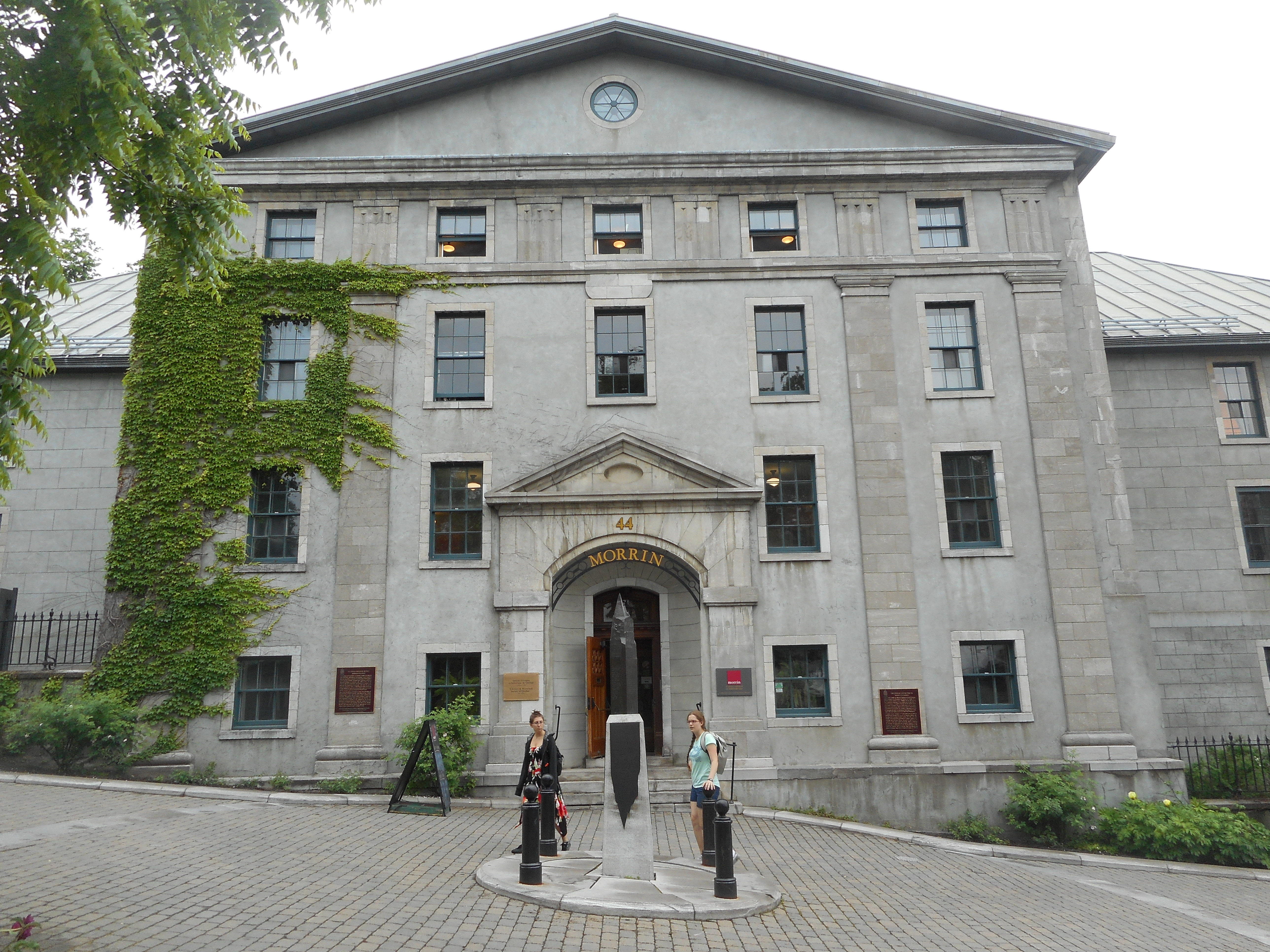
Morrin Centre, siège de la LHSQ.

La Literary and Historical Society of Quebec (LHSQ), traduit en Société littéraire et historique de Québec, est la première société savante du Canada. Fondée en 1824 par George Ramsay, comte de Dalhousie et gouverneur de l'Amérique du Nord britannique, le siège de cet organisme anglophone est situé à Québec.

## Histoire
Devenue société à charte en 1831, sa mission est de conserver les documents historiques sur Québec et l'histoire naturelle. Elle publie à partir de 1828 sa publication Transactions qui paraîtra jusqu'en 1892. Elle ouvre ensuite une bibliothèque pour l'avancement de l'histoire, de la science et de la littérature. Elle intègre d'autres sociétés comme la Quebec Library et la Société pour l’encouragement des sciences et des arts au Canada, fondée en 1827 par Joseph Bouchette. Les francophones se grefferont cependant davantage à l'Institut canadien de Québec à partir de 1848, ce qui n'empêchera pas de s'illustrer des personnalités comme Georges-Bathélemi Faribault, Pierre-Joseph-Olivier Chauveau et Cyril Tessier au sein de l'institution anglophone.
Après plusieurs déménagements et deux incendies, la Société s'est établie en 1868 dans l'aile nord du Morrin College, l'ancienne prison de Québec. Le College a fermé à la fin du XXe siècle, mais la Société est demeurée en place, prenant possession du bâtiment entier en 2004.
Au cours des années 1990, la Société a revu sa mission afin d'étendre ses services à la petite communauté anglophone de Québec.

## Patrimoine
La Literary and Historical Society of Quebec est la plus ancienne société savante au Canada. Elle a à ce titre ouvert la voie à de nombreuses autres sociétés. La bibliothèque a conservé son cachet d'origine ainsi que sa collection de documents et de livres anciens, et quelques objets notables tel le bureau de Georges-Étienne Cartier.

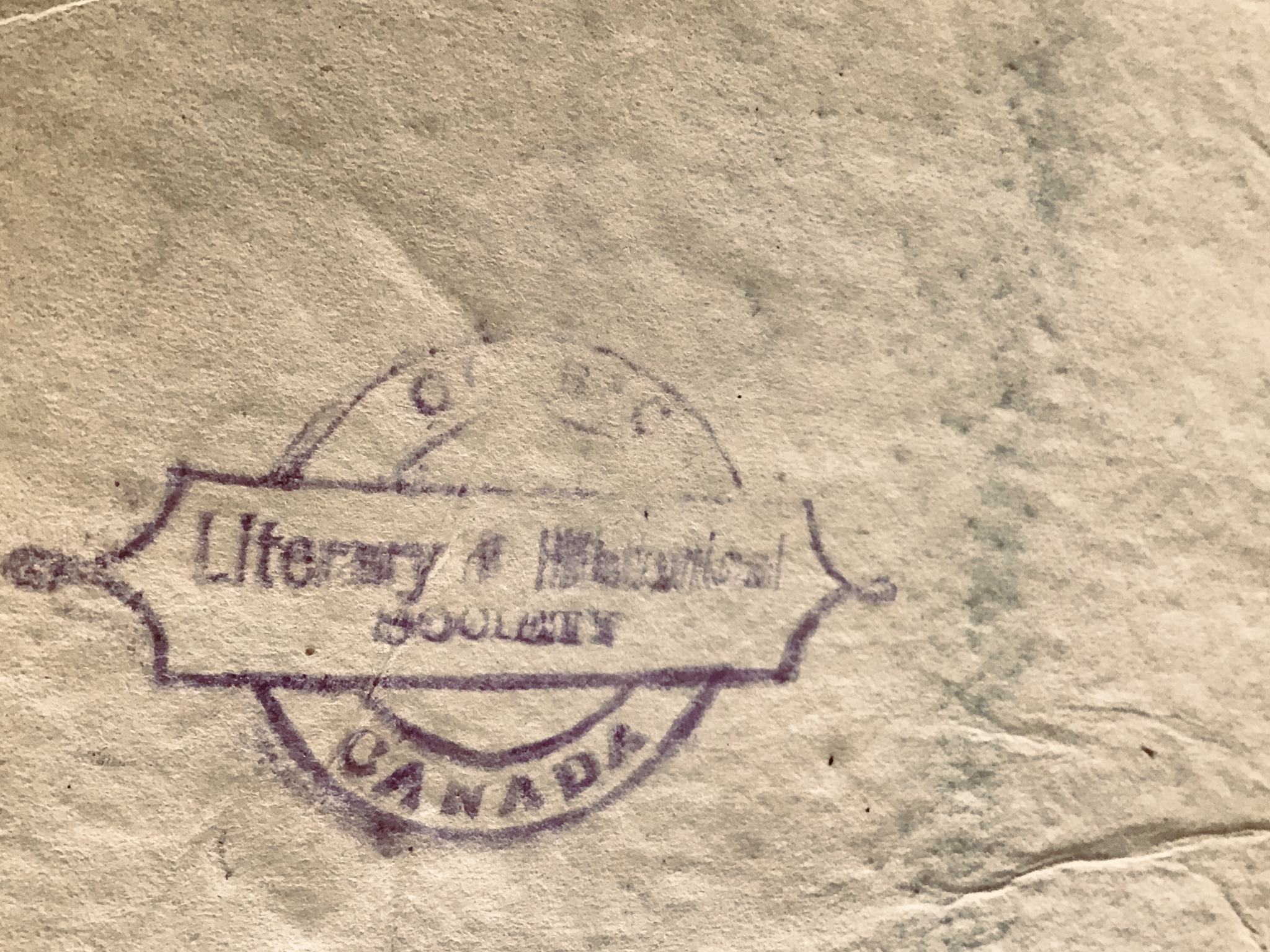
Sceau de la société
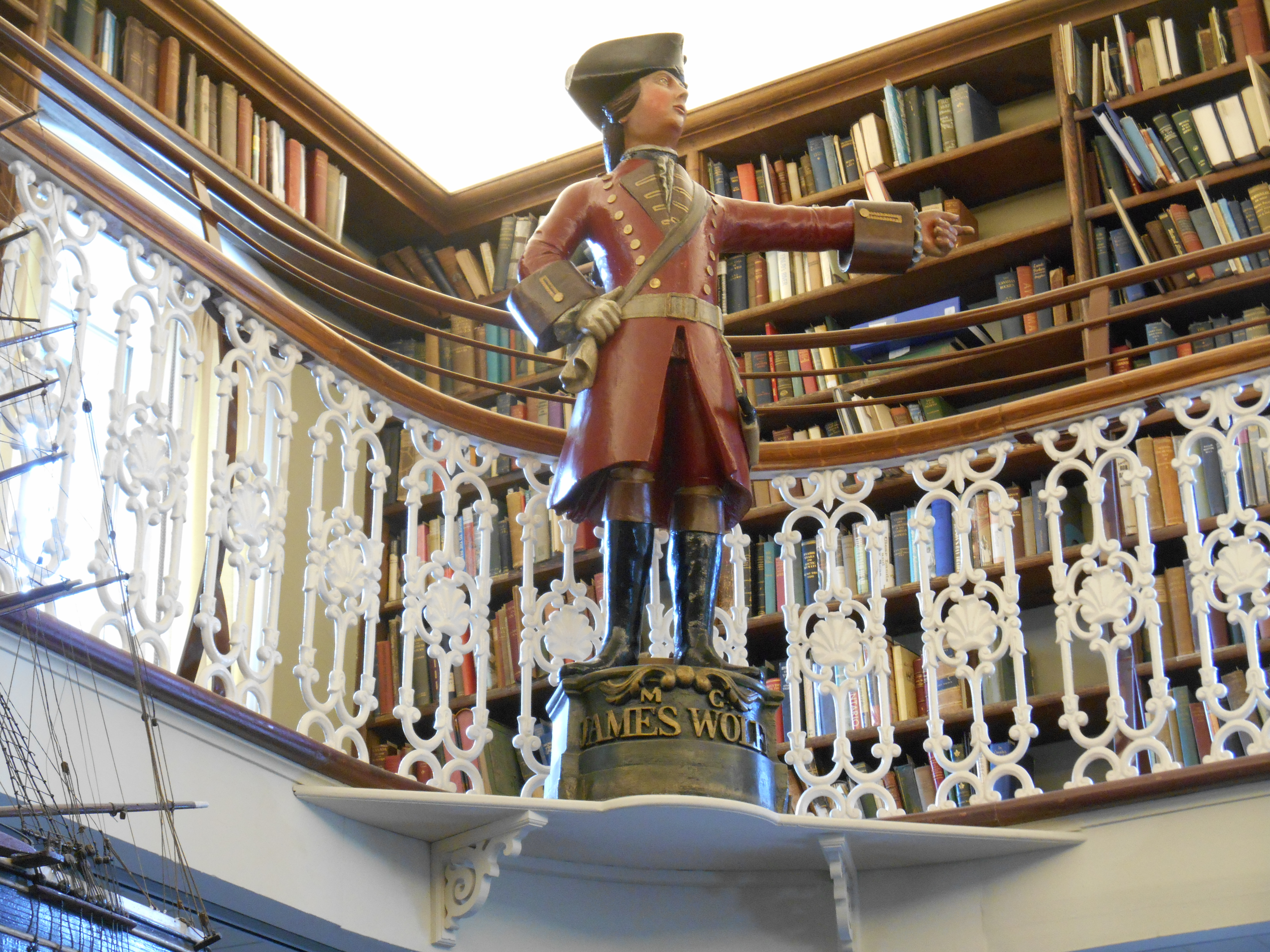
Bibliothèque avec la statue de James Wolfe
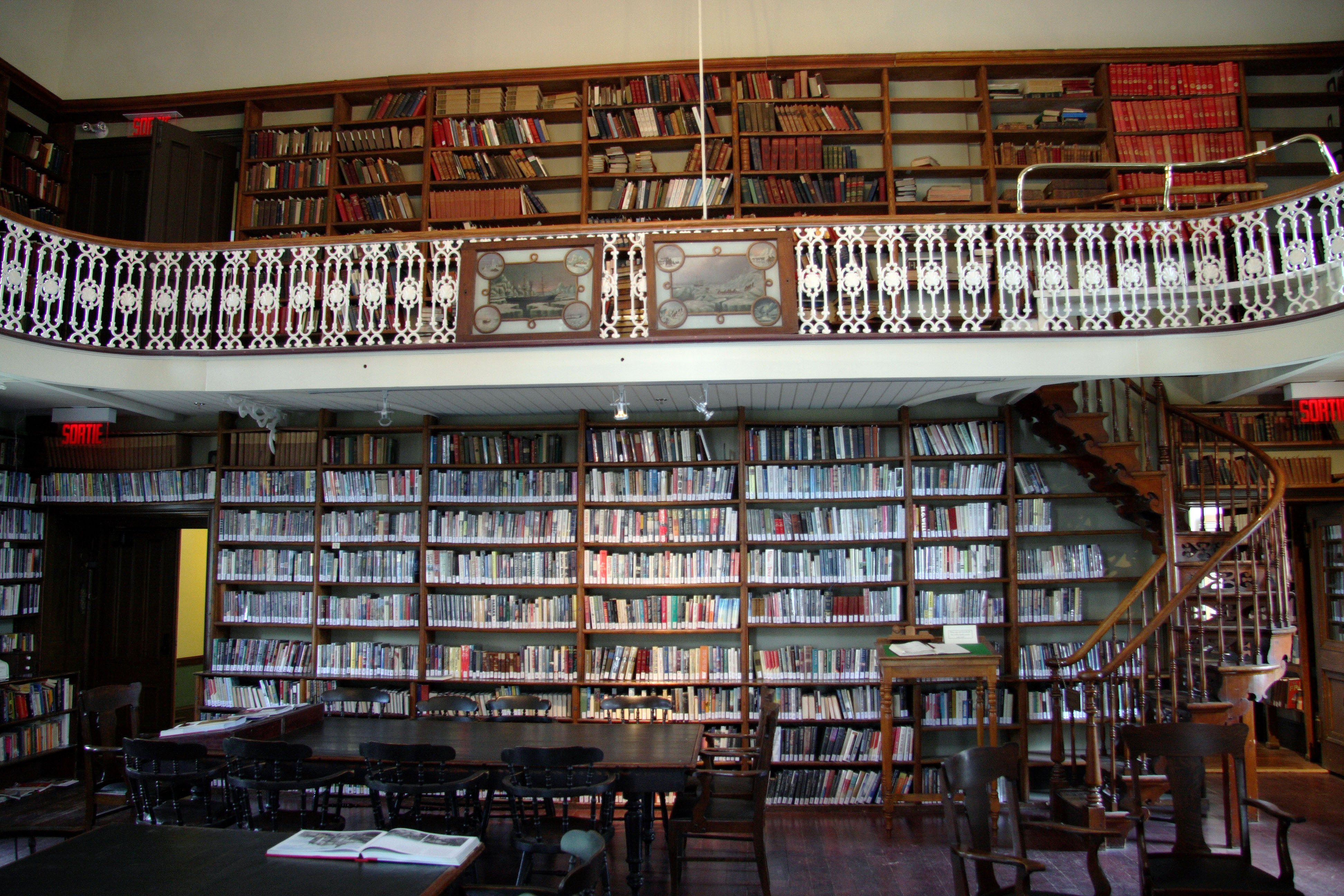
Bibliothèque du  Morrin Centre
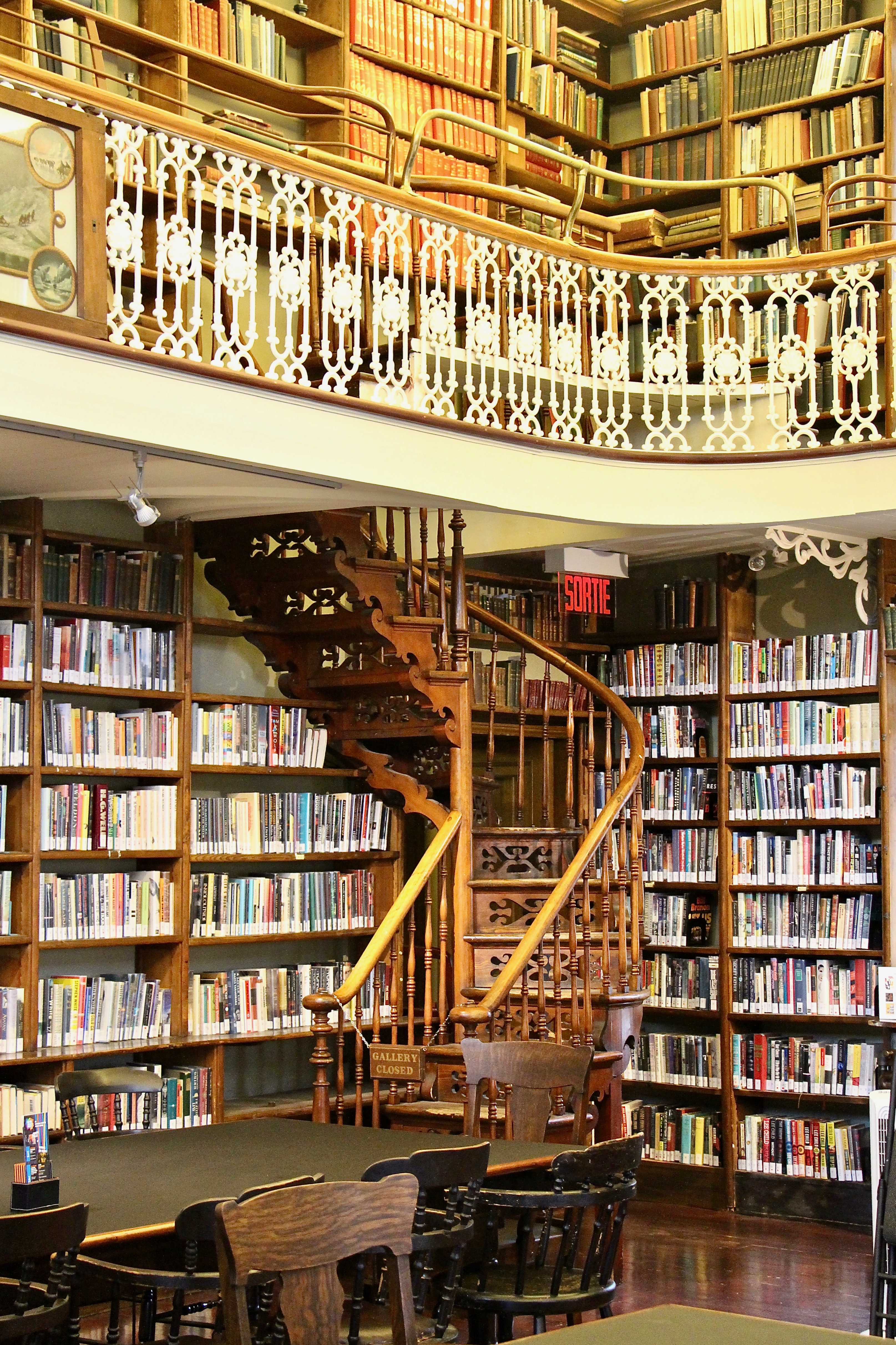
Escalier de la bibliothèque

## Présidents de la LHSQ
- Sir Francis Nathaniel Burton, Lt. Gouverneur (1824)
- Hon. James Reid, Juge en chef (1828)
- Lieutenant Frederick Henry Baddeley (en), R.N. (1829)
- Hon Jonathan Sewell, Juge en chef (1830-1831)
- Hon. Andrew Stuart, K.C. (1832) (1837-1838)
- Hon. William Sheppard (1833-1834, 1841, 1843, 1847)
- Joseph Skey, M.D. (1835)
- Rev. Daniel Wilkie (en), L.L.D. (1836)
- William Kelly, M.D., R.N. (1839-1840)
- Hon. A.W. Cochrane (1842) (1845) (1848)
- Georges-Barthélemi Faribault, Esq. (1844, 1849-1854, 1858-1859)
- John Charlton Fisher (en), Esq., L.L.D. (1846)
- Edmund Allen Meredith (en), Esq., M.A. (1855, 1860-1861)
- W. Andrew, Esq., M.A. (1856-1857)
- John Langton, Esq., M.A. (1862-1865)
- Com. Edward David Ashe, R.N., F.R.A.S. (1862-1865, 1873)
- Hon. Pierre-Joseph-Olivier Chauveau, L.L.D. (1868)
- James Douglas (1869, 1874-1875)
- Dr. W.J. Anderson (1870, 1872)
- James MacPherson Le Moine, Esq. (1871, 1879-1882, 1902-1903)
- James Stevenson, Esq. (1876-1878)
- Hon. David Alexander Ross (en), Conseiller de la reine (1883-1884)
- George Stewart, D.C.L. (en), Société royale du Canada, Royal Geographical Society (1885-1891)
- Cyrille Tessier, Esq. (1892-1893)
- Archibald Campbell, Esq. (1894-1895)
- Rev. R.W. Norman, D.D. (en), Dean of Quebec (1896-1897)
- Philippe Baby Casgrain, Esq. (1898-1899, 1906-1907)
- William Wood, Esq., D.C.L. (en), Société royale du Canada (1900-1901, 1904-1905, 1938-1941)
- Dr. G.W. Parmelee, L.L.D. (1908-1909, 1917-1918)
- John Hamilton, M.A., D.C.L. (en) (1910-1911)
- Colonel H. Neilson (1912-1913)
- Juge John Charles McCorkill (1914)
- Dr. J.M. Harper, M.A., F.E.I.S (1915-1916)
- E.T.D. Chambers, Esq. (1919-1920)
- Lt-Col. the Rev. Peter Michael O'Leary (1921)
- Dominick Daly O'Meara, Esq. (1922-1923)
- J.C. Sutherland, Esq. (1924-1925)
- Hon. G.F. Gibsone (1926-1927, 1942-1943)
- Major W.H. Petry (1928-1929)
- Rev. A.T. Love (deceased April 1930)
- Hon. Frank Carrel, M.L.C. (1930-1934)
- Col. Count de Bury, C.B.E., R.C.O.C. (1934-1935)
- Thomas Reid Peacock, R.R.I., B.A. (1936-1937)
- E.C. Woodley, Esq. (1944-1946)
- W.Godfrey Brown, Esq. (1947-1948)
- George A. Clare, Esq. (1949-1952, 1957-1960, 1970-1976)
- William MacMillan (1953-1956)
- John H.C. McGreevy (en), O.C. (1961-1965)
- J.H. Bieler (1966-1969)
- Rosemary Cannon (1977-1980, 1985-1989)
- Cameron MacMillan (1981-1984, 1990-1992)
- Dr. Tomas Feininger (1993-1998)
- David F. Blair (1999-2011)
- Sovita Chander  (2012-2015)
- Barry Holleman (2016-)